# Elisabeth Lannge
Maria Elisabeth Lannge, född 19 november 1944 i Stockholm, är verksam som andemedium sedan mitten av 1980-talet. Hennes verksamhet omfattar privatseanser, kurser i medialitet samt utredningar av spökhus. Lannge har medverkat i tv-serierna Det okända och Akademien för det okända.